# Swartzia glazioviana
Swartzia glazioviana là một loài thực vật có hoa trong họ Đậu. Loài này được (Taub.) Glaz. miêu tả khoa học đầu tiên.